# I Need Love (Laura Pausini)
I Need Love è un brano musicale della cantante italiana Laura Pausini. È il 2° singolo estratto ad aprile 2003 dall'album From the Inside del 2002.

## Descrizione
I Need Love è scritta da Kara DioGuardi, Ulf Lindström e Johan Ekhé.
Nel 2002 la canzone viene tradotta in lingua spagnola con il titolo De tu amor. Questa versione non viene inserita in nessun album, ma pubblicata solo su CD singolo in America Latina il 5 novembre 2002.
Mentre in Italia, Spagna, Europa e resto del mondo viene trasmesso in radio I Need Love, in America Latina viene trasmesso De tu amor.

## Il video
Il videoclip (di I Need Love e De tu amor) è stato diretto dal regista Gaetano Morbioli e presentato il 12 maggio 2003 all'interno dell'edizione serale del TG2 di Rai 2. È stato girato a Città del Capo in Sudafrica e ha richiesto due giorni di lavorazione, per un totale di 35 rulli di pellicola 35 mm per le due diverse versioni.
Viene realizzato anche il Making of the video di I Need Love che non viene pubblicato su nessun supporto audio-video, ma solo su YouTube.
Nel 2004 il videoclip di De tu amor viene inserito negli album Resta in ascolto e Escucha Limited Edition CD+DVD.

## Tracce
CDS - Promo 3939 Warner Music Europa
1. I Need Love

CDS - 5050466583123 Warner Music Germania
1. I Need Love
2. Every Little Thing You Do

CDS - 5050466572523 Warner Music Germania
1. I Need Love
2. I Need Love (Instrumental)
3. Every Little Thing You Do

CDS - Promo 3940 Warner Music Latina
1. De tu amor

CDS - Warner Music USA
1. Surrender
2. I Need Love
3. It's Not Good-Bye

Download digitale
1. I Need Love
2. De tu amor

## Crediti
- Dorian Cheah: chitarra elettrica, chitarra acustica
- Lee Sklar: basso elettrico
- Winnie Colaiuta: batteria
- Windy Wagner: cori

## Classifiche
Posizioni massime
| Classifica (2003) | Posizione |
| ----------------- | --------- |
| Svizzera          | 100       |